# ارسطو و دانته رازهای جهان را کشف می‌کنند
ارسطو و دانته رازهای جهان را کشف می‌کنند (انگلیسی: Aristotle and Dante Discover the Secrets of the Universe) نام کتابی در سبک ادبیات داستانی نوجوانان در سن بلوغ از نویسنده آمریکایی بنجامین آلیره سائنز است که برای اولین بار در ۲۱ فوریه ۲۰۱۲ منتشر شد. داستان این کتاب در ال‌پاسو، تگزاس در سال ۱۹۸۷ و در مورد دوستی و علاقه دو نوجوان مکزیکی آمریکایی به نام‌های «ارسطو» (به انگلیسی: Aristotle) (تلفظ می‌شود «آریستُتِل» و «دانته» است.
این کتاب برنده جایزه کتاب استون‌وال شده‌است